# Pristimantis katoptroides
Pristimantis katoptroides är en groddjursart som först beskrevs av Flores 1988.  Pristimantis katoptroides ingår i släktet Pristimantis och familjen Strabomantidae. IUCN kategoriserar arten globalt som starkt hotad. Inga underarter finns listade i Catalogue of Life.